# Dioclea cassinoides
Dioclea cassinoides är en ärtväxtart som beskrevs av René Louiche Desfontaines. Dioclea cassinoides ingår i släktet Dioclea och familjen ärtväxter. Inga underarter finns listade i Catalogue of Life.